# Ryszard Brudzyński
Ryszard Brudzyński (ur. 14 sierpnia 1916 w Krakowie, zm. 5 kwietnia 1999 w Warszawie) – prawnik, literat, satyryk, scenarzysta filmowy.
Był wieloletnim dyrektorem Wytwórni Filmów Fabularnych w Łodzi i Studia Małych Form Filmowych „Semafor” w Łodzi, a następnie wicedyrektorem Muzeum Sztuki w Łodzi. Był członkiem Związku Literatów Polskich, Stowarzyszenia Filmowców Polskich i Stowarzyszenia Autorów ZAIKS. W latach 1960–1969 był reprezentantem polskiej kinematografii i członkiem Administracyjnej Rady Nadzorczej w Międzynarodowego Stowarzyszenia Filmu Animowanego (ASIFA).
Został pochowany na Cmentarzu Powązkowskim w Warszawie.

## Odznaczenia
- Medal 10-lecia Polski Ludowej (1955)[5],
- Srebrny Krzyż Zasługi (1955) – za zasługi w pracy zawodowej w dziedzinie kinematografii[6],
- Honorowa Odznaka Miasta Łodzi (1962)[7].

## Publikacje
- Pikanterie. Satyry i fraszki, Polonia, 1948;
- Cyrk: bajka filmowa: [barwny film kukiełkowy], Filmowa Agencja Wydawnicza, 1956;
- Dzieje bezdomnej piłeczki, Filmowa Agencja Wydawnicza, 1958;
- Fanaberie, Wydawnictwo Łódzkie, 1962;
- Brewerie. Fraszki, Oficyna Bibliofilów, 1993, ISBN 978-83-900866-3-7;
- Szczęścia nie liczę. Liryki osobiste, Oficyna Bibliofilów, 1994, ISBN 978-83-86058-21-1;
- Muzeum Sztuki w Łodzi: historia i wystawy, Oficyna Bibliofilów, 1998, ISBN 978-83-87522-10-0.